# Большой (приток Медвежьей)
Большой — река в России, протекает по территории Вуктыльского округа в Республике Коми. Устье реки находится в 16 км по правому берегу реки Медвежья. Длина реки составляет 10 км.

## Данные водного реестра
По данным государственного водного реестра России относится к Двинско-Печорскому бассейновому округу, водохозяйственный участок реки — Печора от водомерного поста у посёлка Шердино до впадения реки Уса, речной подбассейн реки — бассейны притоков Печоры до впадения Усы. Речной бассейн реки — Печора.
Код объекта в государственном водном реестре — 03050100212103000062941.